# Травневий сніг
«Травневий сніг» — радянський художній фільм 1989 року, знятий режисером Зурабом Інашвілі на кіностудії «Грузія-фільм».

## Сюжет
Початок 1960-х. Персонажами є діти. У цьому фільмі виражено прагнення підлітків досягти своєї мети, формування особистості, характеру.

## У ролях
- Леван Турманідзе — Павле Дзиндзибадзе, вчитель математики
- Георгій Берозашвілі — головна роль
- Тінатін Кобаладзе — Кобаладзе, школярка
- Ніколоз Джапарідзе — головна роль
- Ніколоз Чхаїдзе — роль другого плану
- Георгій Кацарідзе — роль другого плану
- Гайоз Джавахішвілі — роль другого плану
- Гурам Лордкіпанідзе — Сандро
- Гурам Зедгенідзе — роль другого плану
- Етері Геловані — бабуся Рамаза
- Бердія Інцкірвелі — чоловік з черги на побачення
- Олена Асламазішвілі — вчителька
- Гулчіна Дадіані — завуч
- Ліа Капанадзе — Лія
- Султан Квітаїшвілі — роль другого плану
- Руслан Мікаберідзе — машиніст
- Гурам Петріашвілі — машиніст
- Паліко Нозадзе — батько школяра
- Кетеван Пеїкрішвілі — роль другого плану
- Русудан Квлівідзе — роль другого плану
- Дареджан Сумбаташвілі — мати школяра
- Ніно Чхеїдзе

## Знімальна група
- Режисер — Зураб Інашвілі
- Сценарист — Зураб Інашвілі
- Оператор — Реваз Цховребадзе
- Композитор — Йосип Барданашвілі
- Художник — Реваз Мірзашвілі